# 蒙德 (瓦莱州)

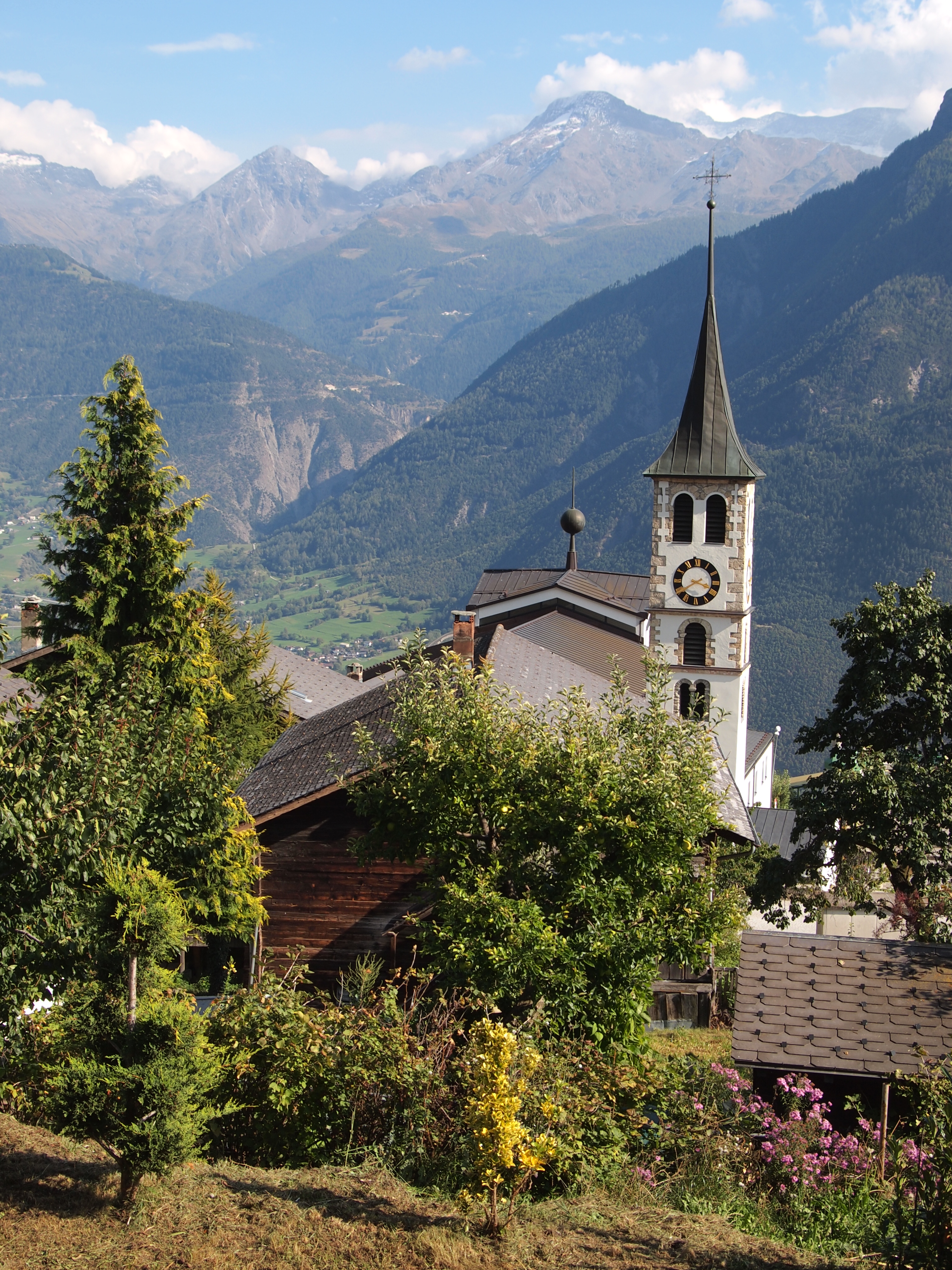

蒙德是瑞士的城鎮，位於該國南部，由瓦萊州負責管轄，面積40.2平方公里，海拔高度1,188米，2010年人口528，九成半人口信奉羅馬天主教，人口密度每平方公里13人。

## 外部連結
- Official website （页面存档备份，存于） （德文）